# 城南路街道
城南路街道，是中华人民共和国湖南省长沙市天心区下辖的一个乡镇级行政单位。

## 行政区划
城南路街道下辖以下地区：
城南中路社区、工农桥社区、白沙井社区、天心阁社区、古道巷社区、熙台岭社区、燕子岭社区和吴家坪社区。